# قوي دلان
قوي دلان (بالفارسية: قوی‌دلان) هي مستوطنة تقع في Charuymaq-e Jonubesharqi Rural District في إيران. يقدر عدد سكانها بـ 95 نسمة .